# Campylocentrum intermedium
Campylocentrum intermedium là một loài thực vật có hoa trong họ Lan. Loài này được (Rchb.f. & Warm.) Rolfe mô tả khoa học đầu tiên năm 1903.